# 朱常潤
惠敬王朱常潤（1594年—1646年），是明神宗朱翊鈞庶六子，母孝敬太皇太后李氏，首任惠王。
萬曆二十九年（1601年）受封為惠王，但由於福忠王朱常洵之藩使明朝政府庫房空虛，令二十歲的朱常潤和桂端王朱常瀛未能成婚。其後因為兵事緊急，二人的婚事要減少部分禮儀才可成事。
天啟七年（1627年）就藩荊州府。至崇禎十五年十二月（約1643年1月），李自成的大順軍破夷陵及荊門，據荊州，他逃到湘潭，和吉王朱慈煃一起暫住。崇禎十六年八月（約1643年9月），張獻忠的大西軍又攻陷長沙，朱常潤再走到衡州，在朱常瀛的桂王府暫住。後來衡州失陷，三王逃至永州。巡按御史劉熙祚護送三王入廣西，他以身擋賊大西軍。永州失陷，劉熙祚也被殺死。
隆武元年（1645年）十月薨，並且最終被上諡號為敬，史稱惠敬王。 其子朱由梁襲封惠王。

## 子女
- 子
  - 朱由梁
- 女
  - 长女，与堂姐妹福王朱常洵长女、桂王朱常瀛次女，同葬于北京金山，今石景山区刘娘府村东[1]